# Hymenasplenium obtusifolium
Hymenasplenium obtusifolium är en svartbräkenväxtart som först beskrevs av Carolus Linnaeus, och fick sitt nu gällande namn av L. Regalado och Prada. Hymenasplenium obtusifolium ingår i släktet Hymenasplenium och familjen Aspleniaceae. Inga underarter finns listade.